# Onthophagus monticupreus
Onthophagus monticupreus es una especie de insecto del género Onthophagus, familia Scarabaeidae, orden Coleoptera.

## Historia
Fue descrita científicamente por Krikken & Huijbregts en 2009.